# Le Dernier Dragon
Pour plus de détails, voir Fiche technique et Distribution.
Le Dernier Dragon (The Last Dragon) est un film américain réalisé par Michael Schultz, sorti en 1985.

## Synopsis
À New York, l'étudiant en arts martiaux Leroy Green (également connu sous le nom de "Bruce Leeroy") rêve de devenir un grand artiste martial comme son idole Bruce Lee. Son maître explique qu'il a presque atteint le niveau final d'accomplissement des arts martiaux, connu sous le nom de « Le Dernier Dragon ». On dit que les artistes martiaux qui atteignent ce niveau final sont capables de concentrer une telle énergie mystique dans leurs mains qu'elles commencent à briller. Seul un véritable maître d'arts martiaux serait capable d'exposer « The Glow » sur tout son corps.
Leroy ne comprend pas bien et, en possession d'une médaille censée appartenir à Bruce Lee, Leroy se lance dans un voyage spirituel pour retrouver Maître Sum Dum Goy, qui possède soi-disant l'autre moitié de la médaille, et qui, selon son maître, peut aider Leroy à débloquer le pouvoir de "The Glow".
Un autre artiste martial, Sho'nuff (également connu sous le nom de "Le Shogun de Harlem"), considère Leroy comme le seul obstacle à être reconnu comme le véritable maître des arts martiaux. Cependant, Leroy refuse de le combattre lorsque le gang de Sho'nuff interrompt la projection d'un film de Bruce Lee. Un Sho'nuff furieux tente de menacer Leroy pour qu'il accepte son défi.
Accompagné de ses serviteurs Crunch, Beast et Cyclone, Sho'nuff fait irruption dans l'école d'arts martiaux de Leroy. Le gang attaque Leroy et Johnny Yu, l'un des étudiants de Leroy, exigeant que Leroy s'incline devant Sho'nuff. Finalement, Sho'nuff et sa compagnie saccagent la pizzeria de la famille Green.
Pendant ce temps, le magnat de l'arcade vidéo Eddie Arkadian envoie ses hommes kidnapper la DJ locale Laura Charles, propriétaire du studio "7th Heaven", où elle tourne une série télévisée similaire à Soul Train. Eddie espère que plusieurs vidéoclips trash qu'il a produits, mettant en vedette sa petite amie Angela Viracco, seront présentés dans l'émission de Laura.
La tentative de kidnapping est contrecarrée par Leroy, qui repousse facilement les voyous. Il perd sa médaille lors de la lutte, que Laura récupère. Plus tard, Leroy est témoin de l'enlèvement de Laura par Rock, l'homme de main brutal d'Arkadian. Un indice laissé sur place révèle que les ravisseurs travaillent pour Eddie Arkadian Productions.
Laura refuse de promouvoir la vidéo d'Angela dans son programme, mais alors que les hommes d'Arkadian se préparent à la contraindre, Leroy fait soudainement irruption dans la pièce habillé en Ninja et sauve à nouveau Laura. De retour à son appartement, Laura rend avec reconnaissance la médaille de Leroy. Consumé par la vengeance, Arkadian engage Sho'nuff pour vaincre Leroy et prend le contrôle du studio 7th Heaven, capturant le frère cadet de Laura et Leroy, Richie, qui s'est faufilé dans l'espoir de courtiser Laura.
Se faisant passer pour un livreur de pizza, Leroy parvient à infiltrer le repaire supposé de Maître Sum Dum Goy dans une usine de biscuits de fortune, mais est choqué de découvrir que le « Maître » n'est qu'un ordinateur produisant des fortunes en biscuits. Leroy consulte son ancien maître pour obtenir des réponses, mais son maître suggère que Leroy connaît les réponses depuis le début.
Ne voulant pas que quiconque soit blessé en essayant d'atteindre sa célébrité, Angela quitte Arkadian et demande à Johnny d'avertir Leroy de son plan. Alors que Leroy revient au 7ème Ciel, il est pris en embuscade par une armée de voyous violents engagés par Arkadian. Les étudiants de Leroy, menés par Johnny, entrent dans le studio pour égaliser les chances. Utilisant Laura comme appât, Eddie attire Leroy dans un bâtiment délabré où il affronte finalement Sho'nuff.
Pendant la bataille, Sho'nuff révèle sa capacité à utiliser "The Glow", ses mains palpitant d'une aura rouge, et bat vicieusement Leroy avant de tenter de le forcer à reconnaître Sho'nuff comme "Le Maître". Alors que les événements récents défilent sous les yeux de Leroy, il se rend compte que son ancien maître avait raison et que tout ce dont il avait besoin pour atteindre le « niveau final » était en lui depuis le début. Tout son corps baigné dans la sublime lumière dorée de "The Glow", Leroy utilise son nouveau pouvoir pour vaincre Sho'nuff.
Arkadian apparaît, insultant verbalement le pouvoir des arts martiaux, et tire une seule balle, que Leroy attrape entre ses dents avant d'arrêter Arkadian pour la police. Laura et Leroy sont réunis au studio, où les deux s'embrassent.

## Fiche technique
- Titre original : The Last Dragon
- Titre français : Le Dernier Dragon
- Réalisation : Michael Schultz
- Scénario : Louis Venosta
- Directeur artistique : William Barclay
- Chef décorateur : Peter S. Larkin
- Décorateur de plateau : Thomas C. Tonery
- Costumes : Robert De Mora
- Maquillage : Allen Weisinger
- Directeur de la photographie : James A. Contner
- Montage : Christopher Holmes
- Musique : Bruce Miller, Misha Segal
- Production :
  - Producteur : Rupert Hitzig
  - Producteur exécutif : Berry Gordy
  - Producteur associé  : Joseph M. Caracciolo
- Société(s) de production : Delphi III Productions, Motown Productions
- Société(s) de distribution :  TriStar Pictures
- Budget :
  - 10 000 000 $ US[1]
- Recette :
  - États-Unis : 33 000 000 $ US[1]
- Pays de production :  États-Unis
- Année : 1985
- Langue : anglais
- Format : couleur – 35 mm – 1,85:1 – Dolby
- Genre : comédie dramatique, action
- Durée : 109 minutes
- Dates de sortie :
  - États-Unis : 22 mars 1985
  - France : 24 juillet 1985

## Distribution
- Taimak (VF : Thierry Ragueneau) : Leroy Green / Bruce Leeroy
- Vanity (VF : Maïk Darah) : Laura Charles
- Julius Carry (VF : Georges Aminel) : "Sho'nuff" / Le Shogun de Harlem
- Christopher Murney (VF : Philippe Dumat) : Eddie Arkadian
- Leo O'Brien (VF : Jackie Berger) : Richie Green
- Faith Prince (VF : Laurence Badie) : Angela Viracco
- Glen Eaton (VF : Dominique Collignon-Maurin) : Johnny Yu
- Thomas Ikeda (VF : Claude Dasset) : le maître de Leroy
- Jim Moody (VF : Robert Liensol) : Daddy Green
- Mike Starr (VF : Med Hondo) : "Rock"
- Andre D. Brown : "Bête"
- David Claudio : "Cyclone"
- Kirk Taylor : "Crunch"
- Lisa Loving : la femme de Sho #3
- Ernie Reyes Jr. : Tai
- Reine Esther Marrow : Mama Green
- Keshia Knight Pulliam : Sophia Green
- Jamal Mason (VF : Franck Baugin) : Roy
- B.J. Barie (VF : Marie-Laure Beneston) : Jackie
- Ariel Reed : Hood #1
- Chazz Palminteri : Hood #2
- Henry Yuk (VF : Jacques Ferrière) : Hu Yi
- Michael G. Chin (VF : Jean-Pierre Moulin) : Lu Yi
- Fredric Mao (VF : Francis Lax) : Du Yi
- William H. Macy (VF : Éric Baugin) : J.J.
- Trulie MacLeod (VF : Martine Irzenski) : Margo
- Sal Russo (VF : Daniel Gall) : Sal, le 1er voyou
- Robert Silver (VF : Bernard Murat) : le chauffeur de Taxi
- Carl Anthony Payne II : l'enfant à la pizzeria
- London Reyes : une danseuse
- Jeffrey Dawson : un agent de sécurité

## Distinctions

### Nominations
- Golden Globes 1986 :
  - Meilleure chanson originale pour Diane Warren
- Razzie Awards 1986 :
  - "Pire chanson originale" pour Norman Whitfield et Bruce Miller
  - "Pire chanson originale" pour Bill Wolfer et Vanity